# 喻家乡
喻家乡，是中华人民共和国四川省南充市高坪区曾经下辖的一个乡。2019年10月，撤销喻家乡和走马乡，设立走马镇，以原喻家乡和原走马乡所属行政区域为走马镇的行政区域。

## 行政区划
喻家乡撤销前下辖以下地区：
喻家堰村、小武场村、十圣村、岩鹰嘴村、钦头寺村、鲁家堰村和赵家庙村。